# Magela Ferrero
Magela Ferrero  (Montevideo, 1966) es una artista visual uruguaya. 

## Trayectoria
Se destaca por sus instalaciones e intervenciones fotográficas. Es también escritora y cantante. Comenzó sus estudios de fotografía con Diana Mines en 1987. Durante los 1988 y 1989, cursó cine y video con Hilia Moreira y César de Ferrari.
Trabajó como reportera gráfica en El Observador y Revista Tres, así como en la coordinación de la sección fotográfica de la revista Riesgopaís.
Magela Ferrero hizo la foto fija de las películas El viaje hacia el mar y Whisky. Sus fotografías están frecuentemente acompañadas por un texto que complementa la obra. Sus textos incluyen elementos oníricos que realzan la naturaleza humana y sus conflictos internos.
En 2011 integró el envío uruguayo de artes visuales a la Bienal de Venecia.

## Obra
- 2008, Otro Cielo (Ficción, Argentina)
- 2012, La Caracas (Documental, Argentina)
- 2015, ANUSATE, resistir en tiempos de dictadura (Documental, Argentina)

## Exposiciones
- 2013, Fruta fugitiva, Espacio de Arte Contemporáneo EAC, Montevideo.
- 2012, Identidad y desafío de estereotipos. Mujeres uruguayas: algunas visiones. Muestra permanente en el Museo Virtual de Artes El País (MUVA) / Personas que comen solas, CCE, Montevideo.
- 2011, A name is a trapp, Pabellón Uruguayo, Bienal de Venecia.
- 2010, Mujeres entre toma y toma, Escuela de Cine del Uruguay.
- 2009, Colección Compañía de Oriente, exposición en Centro Municipal de Exposiciones Subte.
- 2008, Erótica, Colección Engelmann-Ost. / Muestras rodantes, MEC.
- 2007, Settimana dell Uruguay, Gallería Spiazzi, Venecia. / Personas que damos besos, Sala MEC, Montevideo.
- 2005, 13 x 13, CCE Montevideo.
- 2003, Ir corriendo, fotografías y oscugrafías.
- 2001, Recortes de palabras y fotos.
- 2000, Identidad o Banalidad, Casa Mojana, Instituto de Cooperación Iberoamericana, CCE Montevideo.
- 2000, Ocho Fotógrafas, Museo Nacional de Artes Visuales, Mntevideo.
- 1999, Napa Freática, Fundación Buquebus.
- 1998, Una Mirada desde el Sur, Nueva York. / Veinte Artistas Mujeres, Subte Municipal, Montevideo.
- 1997, Noventasmil, Cabildo de Montevideo.
- 1995, Salón de Fotografía, Subte Municipal
- 1994, Segundo Salón de Fotografía, Museo Juan Manuel Blanes.

## Premios
- 2001, Premio United al Arte Joven, Museo de Arte Americano de Maldonado.